# 영예칭호
영예칭호(營譽稱號)는 영예로운 칭호라는 뜻으로, 사회적 의의를 가지는 일에 특별히 공훈을 세워 사회, 국가로부터 인정받는 칭호이다.

## 같이 보기
- 노력영웅
- 노동영웅
- 모성영웅